# Salacia opacifolia
Salacia opacifolia là một loài thực vật có hoa trong họ Dây gối. Loài này được (J.F.Macbr.) A.C.Sm. miêu tả khoa học đầu tiên năm 1940.